# 색시온
색시온(saxion)은 액시온의 스칼라 초대칭짝이다. 색시온은 액시온의 스칼라 슈퍼파트너이며 키랄 슈퍼필드의 일부이다. 액시온은 표준 모델의 CP 위반 이론을 나타낸다. 액시온과 색시온은 질량이 매우 작고 전하가 0인 입자의 스칼라 보손 클래스의 한 예이다.

## 같이 보기
- 액시노
- 액시온